# Gérard Mariné
Pas d'image ? Cliquez ici

a Compétitions nationales et continentales officielles uniquement.

Gérard Mariné, né le 16 juin 1948 à Pau (Pyrénées-Atlantiques), est un joueur français de rugby à XV évoluant au poste de centre avec la Section paloise.

## Biographie

### Jeunesse et formation
Gérard Mariné naît le 16 juin 1948 à Pau. Il commence le rugby à XV à l'Union sportive Nord-Est, club fondé par Louis Cluchague et Gérard Lom. Il découvre le rugby à XV avec Christian Lanouguère et Pierre Rivera. En 1968, sous la houlette de Gérard Lom les juniors atteignent les quarts de finale de la Coupe Frantz-Reichel en éliminant l'Aviron bayonnais, l'US Marmande et le CA Brive. Le parcours s'arrête face au Stadoceste tarbais. Il rejoint ensuite la Section paloise à l'époque des Paparemborde, Basly, Loustaudine et Brusque.

### Carrière en club
Gérard Mariné rejoint la Section paloise au début de la saison 1968-1969, date à laquelle il fait ses débuts en équipe première. Complémentaire de Jean-Paul Basly, il dirige pendant dix saisons les lignes arrière paloises, avant de prendre sa retraite sportive en raison d'une blessure au ménisque. Il remporte le Challenge Antoine-Béguère en 1970 face au Stade toulousain.

### Carrière d'entraîneur
Après sa carrière de joueur, il continue de s'investir dans le rugby en devenant entraîneur de la Section paloise, aux côtés de Jean-Marie Néri de 1994 à 1995.

## Palmarès
- Vainqueur du Challenge Antoine-Béguère en 1970 avec la Section paloise.